# 中和场镇
中和场镇，是中华人民共和国四川省资阳市乐至县下辖的一个乡镇级行政单位。

## 行政区划
中和场镇下辖以下地区：
魏家坝村、黄龙湾村、白鹤村、人民村、三合村、太平村、石缸湾村、狮子桥村、红星村、高石梯村、两河村、中和村、卖柴垭村、黄岭村、高山村、江家湾村、老河村和印盒村。